# Macédoine au Concours Eurovision de la chanson 2017
La Macédoine est l'un des quarante-deux pays participants du Concours Eurovision de la chanson 2017, qui se déroule à Kiev en Ukraine. Le pays est représenté par Jana Burčeska et sa chanson Dance Alone. Lors de l'Eurovision, le pays termine 15e en demi-finale avec 69 points, ne se qualifiant donc pas en finale.

## Sélection

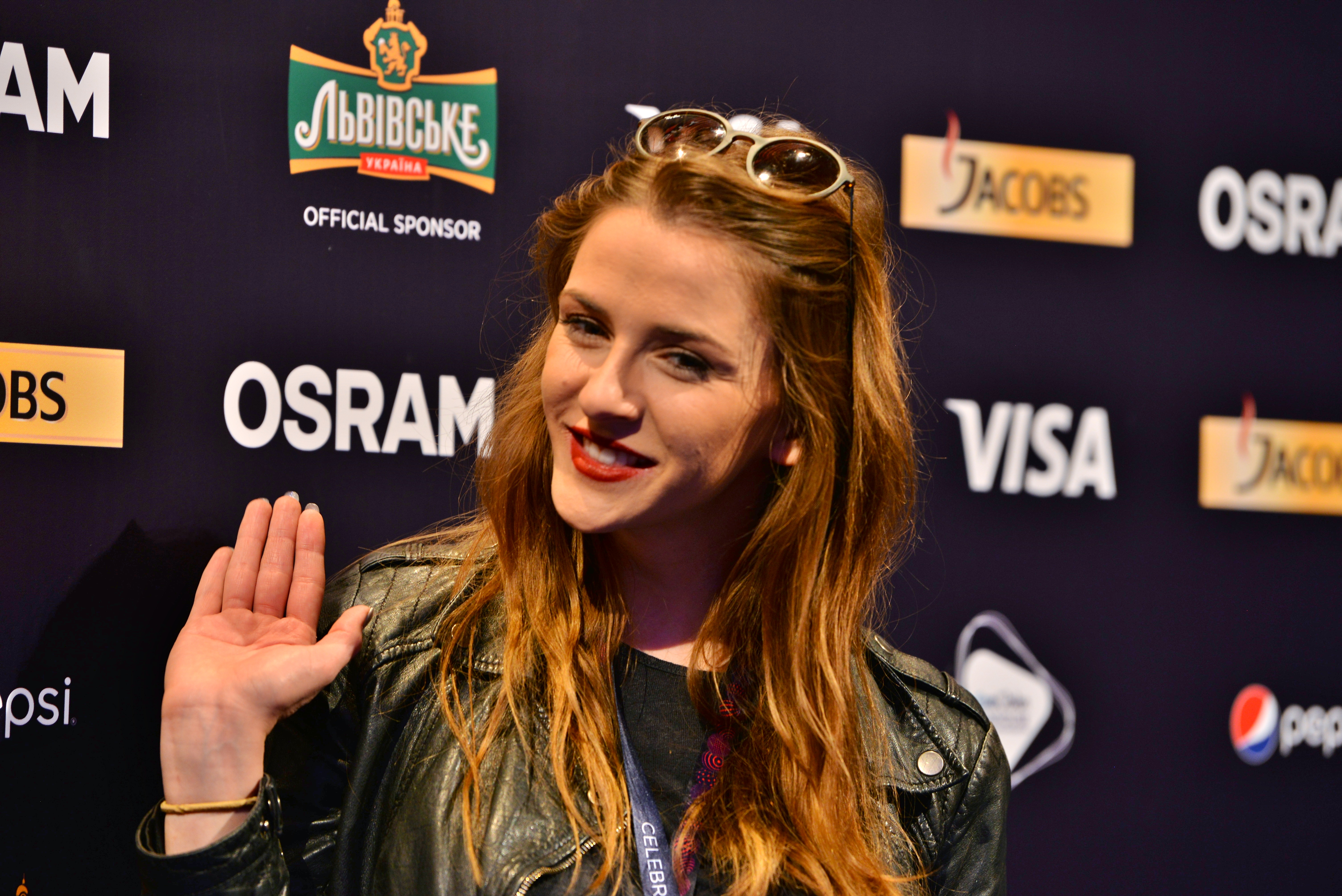
Jana Burčeska au concours Eurovision en 2017 à Kiev.

Le diffuseur macédonien confirme sa participation le 19 septembre 2016, puis annonce le 21 novembre suivant que le pays sera représenté par la chanteuse Jana Burčeska, sélectionnée en interne. Sa chanson, intitulée Dance Alone, est publiée le 10 mars 2017.

## À l'Eurovision
La Macédoine participe à la deuxième demi-finale, le 11 mai 2017. Arrivé 15e avec 69 points, le pays ne se qualifie pas pour la finale.